# Muhammad Ma Jian

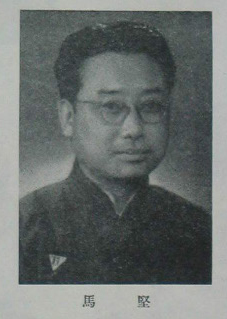
Ma Jian

Muhammad Ma Jian (chinesisch 馬堅 / 马坚; geb. 6. Juni 1906 in Shadian 沙甸, Gejiu, Yunnan, Qing-Dynastie; gest. 1978 in Peking) war ein bedeutender chinesischer Islamgelehrter, Hochschullehrer, Philosophiehistoriker, Politiker und Übersetzer. Er übersetzte den (gesamten) Koran ins Chinesische und trug zur Ausweitung des akademischen Studiums des Islam in seinem Lande bei.

## Biographie
Ma Jian wurde im Juni 1906 in einer muslimischen Familie der Hui im Dorf Shadian in der südwestchinesischen Provinz Yunnan geboren. Im Alter von fünfzehn Jahren begann er an einer Schule in Kunming, der Hauptstadt der Provinz Yunnan, islamische, chinesische und arabische Kulturen zu studieren. Anschließend studierte er persische Literatur und Klassiker bei dem berühmten Lehrer Hu Songshan (1880–1955) 虎嵩山 in Guyuan, Ningxia. 1928 studierte er an der Shanghai Islam Normal School (Shanghai Yisilan Shifan Xuexiao), ein Seminar für Lehrer- und Klerusausbildung. 1931 wurde er von der ehemaligen Chinesischen Islamischen Studiengesellschaft (Zhongguo Huijiao Xuehui 中国回教学会) ausgewählt, an der Azhar-Universität in Kairo in Ägypten zu studieren, wo er arabische und islamische Philosophie studierte. Nach seinem Abschluss an der Al-Azhar zog er an das Dār al-ʿulūm-College in Kairo, wo er 1939 seinen Abschluss machte. Nach seiner Rückkehr in die Heimat arbeitete er in Shanghai, Chongqing, Yunnan und anderen Orten in der Lehre und verfasste Übersetzungen. Er war Herausgeber von Qingzhen Duobao (Islamische Glocke). 1946 wurde er Professor an der Fakultät für Orientalische Sprachen und Literatur der Peking-Universität und Direktor der Abteilung für Arabisch.
1949 nahm er an der Politischen Konsultativkonferenz des chinesischen Volkes teil und wurde zum Mitglied des ersten CPPCC-Nationalkomitees gewählt. Seit 1954 wurde er kontinuierlich zum Vertreter des Ersten bis Fünften Nationalen Volkskongresses gewählt. Er war Mitglied des Ständigen Ausschusses der Chinese Islamic Association (Chinesische Islamische Vereinigung) und Mitglied der Chinese Asian-African Society (Chinesische Asien-Afrika-Gesellschaft).
1952 zählt er mit Burhan Shahidi, Liu Geping, Saifuding Aizezi und Da Pusheng zu denjenigen, die zur Gründungsversammlung der Chinesischen Islamischen Vereinigung aufgerufen haben, einer nationalen religiösen Organisation in China, die die Vertretung aller Muslime Chinas zu sein beansprucht.
Zu Beginn der Gründung des Neuen China war Professor Ma Jian Dolmetscher für Mao Zedong, Liu Shaoqi, Zhou Enlai und andere chinesische Führer während ihrer Gespräche mit arabischen Gästen. Am 1. November 1956, als sich zahlreiche Chinesen auf dem Tian’anmen-Platz in Peking versammelten, um den Widerstand der Ägypter gegen die dreigliedrige Aggression während der Sueskrise zu unterstützen, übersetzte Professor Ma Jian die Erklärung der chinesischen Regierung, die in der arabischen Welt live übertragen wurde, 1958, am gleichen Ort, übersetzte Professor Ma Jian die Erklärung der chinesischen Regierung während der Libanonkrise, um den Kampf der libanesischen und jordanischen Bevölkerung gegen den Kolonialismus zu unterstützen, die auch direkt in der arabischen Welt ausgestrahlt wurde.
Neben dem Koran übersetzte er auch eine Vielzahl religiöser Bücher sowie andere arabische Bücher aus den Bereichen Geschichte, traditionelle Bräuche, Religion, Sprache und Wissenschaft ins Chinesische sowie Bücher und Artikel über arabisch-islamische Kultur.
Umgekehrt übersetzte er die Gespräche des Konfuzius (Lunyu) – eines der zentralen Bücher des Konfuzianismus – ins Arabische und führte damit die Araber in die chinesische Kultur ein, deren Kern das konfuzianische Denken ist.

## Publikationen (Auswahl)
- Zhongguo Huijiao gaiguan 中国回教概观 (Einführung zum Islam in China)

### Übersetzungen arabisch-chinesisch
- Koranübersetzung (Gulanjing 古兰经)
- Alabo tongshi 阿拉伯通史, 美国 希提 Philip K. Hitti, Amerika
- Huijiao zhenxiang 回教真相 (al-Risala al-Hamidiya)， 黎巴嫩 候赛因•爱勒•吉斯尔 Husain al-Dschisr (1845–1909), Libanon
- Huijiao zhexue 回教哲学，埃及 穆罕默德·阿布笃 Muhammad Abduh (1849–1905), Ägypten
- Yisilan xueshi 伊斯兰哲学史，荷兰 第·博尔 Peking: Zhonghua shuju 1958. Tjitze J. de Boer (Niederlande): Geschichte der Philosophie im Islam. Frommann, Stuttgart 1901

### Übersetzungen chinesisch-arabisch
- Lunyu 论语 (Gespräche des Konfuzius), arab.
- Zhongguo shenhua gushi 中国神话故事 (Geschichten aus der chinesischen Mythologie), arab.